# Pedro Alonso
Pedro González Alonso, mais conhecido como Pedro Alonso (Vigo, Galiza, 21 de junho de 1971) é um ator espanhol. Ele é formado pela Real Escola de Arte Dramática e também estudou teatro e dança.

## Trajetória
Ganhou popularidade em famosas séries regionais galegas de TV, assim, desempenhou o papel de Pedro nas Rías Baixas e protagonizou Padre Casares, uma das séries do prime time da televisão pública galega (TVG) com maior audiência. Ela também participou de outras produções televisivas menos populares, como Maridos e mulleres e O espello.
A nível de todo o Estado espanhol trabalhou em "A las once en casa", "Todos los hombres sois iguales", "Mediterráneo", "Gran Hotel" ou "Código fuego", este último com Maribel Verdú e José Coronado.
Tem experiência em teatro independente e institucional, com companhias como La Fura dels Baus e Teatro Clásico Nacional, bem como com o seu próprio, Grupo Dom.
Ele foi reconhecido mundialmente graças ao sucesso da série La casa de papel, concluída em 2021, e na qual desempenha o papel de Andrés de Fonollosa « Berlim ». Coincidindo com o fim da série, a Netflix anunciou o lançamento de um spin-off em 2023 baseado na vida de seu personagem.

## Filmografia

### Como ator
| Ano  | Título                   | Papel             | Dirección                 | Notas        |
| ---- | ------------------------ | ----------------- | ------------------------- | ------------ |
| 1995 | Hábitos                  |                   | Juan Flahn                | curtametraxe |
| 1996 | Paranoia dixital         | chavalote         | Ángel de la Cruz          |              |
| 1996 | Alma gitana              | Antonio           | Chus Gutiérrez            |              |
| 1996 | Tengo una casa           | Ferrari           | Mónica Laguna             |              |
| 1997 | El pliegue del hipocampo | Xavi              | Covadonga Icaza           | curtametraxe |
| 1997 | Las vacaciones de Clara  | Alan              | Javier Baudoin            |              |
| 1997 | Niño nadie               | Alex              | José Luis Borau           |              |
| 1998 | Insomnio                 | Miguel            | Chus Gutiérrez            |              |
| 1999 | Flores de otro mundo     |                   | Icíar Bollaín             |              |
| 2003 | Noviembre                | garda             | Achero Mañas              |              |
| 2005 | El calentito             | Marcos            | Chus Gutiérrez            |              |
| 2005 | La noche del hermano     | porteiro de disco | Santiago García de Leániz |              |
| 2005 | A Atlántida              | Boris             | Belén Macías              | telefilme    |
| 2008 | A Bela Otero             | Venancio Romero   | Jordi Frades              | telefilme    |
| 2008 | O espello                |                   | Álex Sampayo              | telefilme    |
| 2010 | 18 comidas               | Vladímir Torres   | Jorge Coira               |              |
| 2014 | A praia dos afogados     | Arias             | Gerardo Herrero           |              |

### Como diretor
| Ano  | Título            | Atores                                 | Produtor     | Notas       |
| ---- | ----------------- | -------------------------------------- | ------------ | ----------- |
| 2006 | Amigos invisíveis | Darío Loureiro, Antonio Durán "Morris" | Pedro Alonso | filme curto |

## Séries de TV
| Ano                 | Título                         | Papel                               | Cadea              | Notas                        |
| ------------------- | ------------------------------ | ----------------------------------- | ------------------ | ---------------------------- |
| 1997                | Todos los hombres sois iguales | Raúl                                | Telecinco          | 5 episodios                  |
| 1998-1999           | A las once en casa             | Alejo                               | La 1               | 28 episodios                 |
| 2000                | Raquel busca su sitio          |                                     | La 1               | 1 episodio                   |
| 2001                | Pequeno Hotel                  |                                     | TVG                | 1 episodio                   |
| 2002                | El comisario                   | Iván                                | Telecinco          | 1 episodio                   |
| 2003                | Código fuego                   | Tomás 'Toni'                        | Antena 3           | 6 episódios                  |
| 2003-2005           | Rías Baixas                    | Pedro Soutelo                       | TVG                |                              |
| 2005                | Hospital Central               | Curro Gómez                         | Telecinco          | 1 episódio                   |
| 2006                | A vida por diante              |                                     | TVG                | 1 episódio                   |
| 2006-2007           | Maridos e mulleres             | Carlos                              | TVG                | 28 episódios                 |
| 2007                | RIS Científica                 | Héctor                              | Telecinco          | 1 episódio                   |
| 2008-2011 2013-2015 | Padre Casares                  | Padre / Bispo Horacio Casares       | TVG                | 136 episódios                |
| 2009                | Gondar                         | Pedro Soutelo                       | TVG                | 22 episódios                 |
| 2011                | 14 de abril. La república      |                                     | La 1               | 2 episódios                  |
| 2011-2013           | Gran Hotel                     | Diego Murquía / Adrián Vera Celande | Antena 3           | 39 episódios                 |
| 2014-2015           | Bajo sospecha                  | Roberto Vega Sánchez                | Antena 3           | 8 episódios                  |
| 2015                | Hospital Real                  | Andrés Osorio                       | TVG                | 15 episódios                 |
| 2016                | El Ministerio del Tiempo       | Teniente Saturnino Martín Cerezo    | La 1               | 2 episódios                  |
| 2016                | La embajada                    | Pablo Villar                        | Antena 3           | 11 episódios                 |
| 2017-2021           | La casa de papel               | Andrés de Fonollosa « Berlín »      | Antena 3 / Netflix | Elenco Principal (Parte 1-5) |
| 2017-2018           | Traición                       | Roberto Fuentes del Riego           | La 1               | 9 episódios                  |
| 2018                | Diablo Guardián                | Gallego                             | Amazon Prime Video | 4 episódios                  |
| 2023                | Berlín                         | Andrés de Fonollosa « Berlín »      | Netflix            |                              |

## Teatro
- Por amor al arte (2003) [6]
- Os Justos (2013) [7]
- O Crédito (2015) [8]

## Prêmios e indicações

### Prêmios Mestre Mateo
| Ânus | Categoria                              | Título        | Resultado |
| ---- | -------------------------------------- | ------------- | --------- |
| 2013 | Melhor desempenho masculino secundário | Gran Hotel    | Nomeado   |
| 2010 | Melhor Performance Masculina Principal | Padre Casares | Nomeado   |
| 2009 | Melhor Performance Masculina Principal | Padre Casares | Nomeado   |
| 2008 | Melhor Performance Masculina Principal | Padre Casares | Nomeado   |

### Festival de Televisão de Monte Carlo
| Ânus | Categoria                    | Filme         | Resultado |
| ---- | ---------------------------- | ------------- | --------- |
| 2008 | Ninfa de Ouro de Melhor Ator | Padre Casares | Nomeado   |

### Festival de Cinema de Bogotá
| Ânus | Categoria   | Filme          | Resultado |
| ---- | ----------- | -------------- | --------- |
| 1996 | Melhor ator | Tengo una casa | Candidato |

### Festival de Cinema de Comédia de Peñíscola
| Ânus | Categoria   | Filme   | Resultado |
| ---- | ----------- | ------- | --------- |
| 1998 | Melhor ator | Insônia | Candidato |